# Héliodórosz (regényíró)
Héliodórosz Kr. u. III. századi görög regényíró. Fő műve magyarul Sorsüldözött szerelmesek címmel olvasható Szepessy Tibor fordításában.

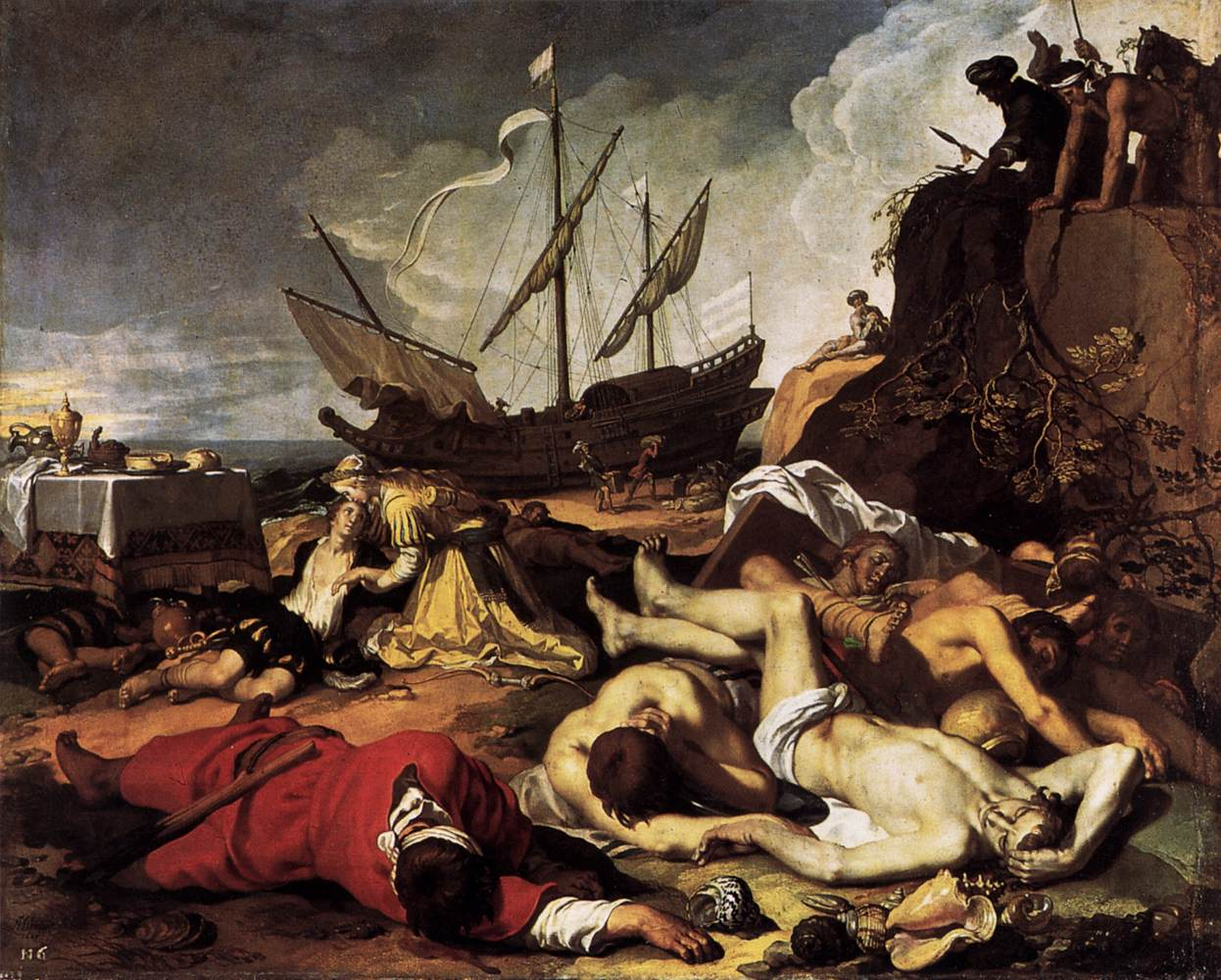
Abraham Bloemaert: Charikleia és Theagenes (1625)

## Élete
Héliodórosz szíriai Hemessában született, a Kr. u. III. században. A Kr. u. IV. századból ismert egy Héliodórosz nevű püspökről szóló történet, aki Trikka püspöke volt és állítólag a regény szerzője. Amikor kiderült róla, hogy ő a regény írója, választania kellett, hogy vagy az egyházi állását tartja meg, vagy a könyvet, A püspök erre elégette a művét. A regény szerzője azonban valószínűleg pogány papi család tagja lehetett, mivel nevében viselte a Héliosz nevet. A szöveg vizsgálata is inkább azt sugallja, hogy a regény a III. században született. Héliodórosz életéről többet nem tudunk biztosat.

## Regénye
Művét nevezik még Etiópiai történetnek (Aithiopika - Αἰθιοπικά) néven is. A mű ún. szofisztikus szerelmi regény, azaz két ifjú szerelmes, Theagenész és Kharikleia történetét meséli el, akik sok sorsfordulat után egymásra találnak. A mű végén a szerelmesek boldogan élnek egy ideális világban, Etiópiában, ahol nem érik őket további szenvedések. A mű pozitív végkicsengésű, szinte társadalmi utópiát tartalmaz. A szofisztikus szerelmes regények esetenként azonban tragikus kimenetelűek is lehetnek, mint pl. Muszaiosz Héró és Leandroszában.

## A regény megjelenése, népszerűsége, hatása
Mátyás király corvinái között szerepelt az a kézirat, mely nyomán Európa megismerhette A sorsüldözött szerelmeseket. A regényt először 1534-ben Vincentius Obspoeus svájci humanista nyomtatta ki Bázelben. A XVI-XVII század során rendkívül gyorsan elterjedt Európában. Shakespeare, Cervantes ismerte.

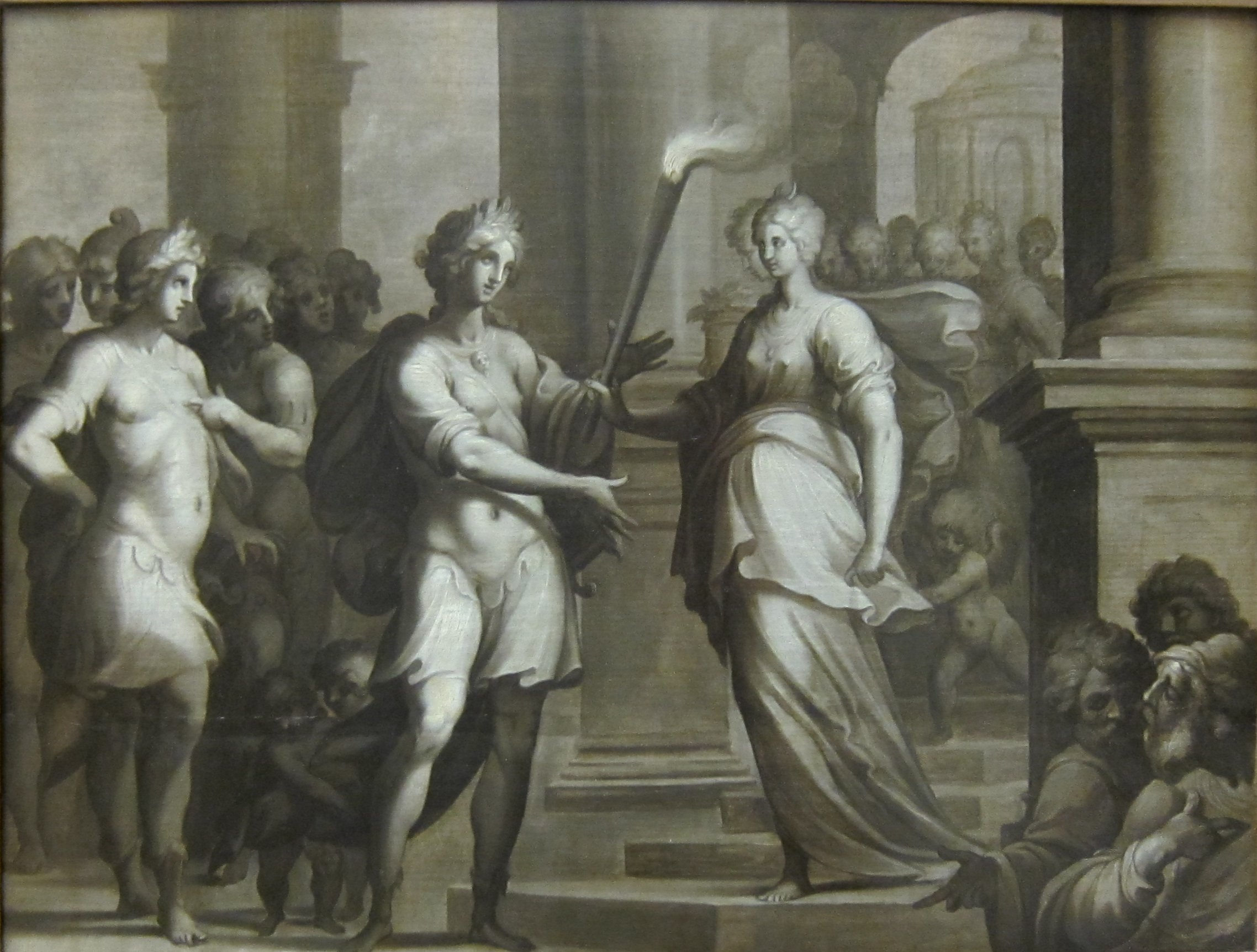
Ambroise Dubois: Charikleia fáklyát nyújt át Theagenesnek (1609-1610)

Tasso a Megszabadított Jeruzsálem XII. énekében egy epizódot szinte szó szerint kimásolt belőle. Racine részeket magolt be belőle, Rabelais Pantagruelje lefekvés előtt olvasgatta.
A 19. században azonban a regény Longosz művével (Daphnisz és Chloé) szemben háttérbe szorult egész Európában.

## Magyarországon
Magyarországon először verses formában jelent meg magyarul, valószínűleg Czobor Mihály magyarításában. Gyöngyösi István Chariclia címen írt, ugyancsak verses fordítása és átdolgozása, 1700-ban jelent meg. 1798-ban Dugonics András prózában fordította le.

### Magyarul
- Uj életre hozatott Chariclia, avagy a Chariclia ritka példájú, és az olvasásra kedvet adó historiájának némelly régi versek rongyábúl, és azoknak sok fogyatkozásibúl ujabb, és jobb rendben vétele. A mellyet a verseket örömest olvasó némelly jó urai kévánságára, és kedvéért beteges állapattyában nem kis munkával vitt végben Gyöngyösi Istvan; Brever Samuel özvegye, Lőcse, 1700
- Gyöngyösi István: Új életre hozatott Chariclia; Nottenstein, Buda 1733
- Gyöngyösi István: Új életre hozatott Chariclia...; Landerer, Buda 1763
- Dugonics András: A szerecsenek, 1-2.; ill. Karacs Ferenc; Landerer, Pozsony–Pest, 1798
  - 1. Európai történetek
  - 2. Afrikai esetek
- Sorsüldözött szerelmesek. Etiópiai történet. Regény; ford., utószó Szepessy Tibor, ill. Hegedüs István; Magyar Helikon, Bp., 1964
- Czobor Mihály: Theagenes és Chariclia; sajtó alá rend. Kőszeghy Péter, mutatók Tamás Zsuzsanna; Akadémiai–Balassi, Bp., 1996 (Régi magyar költők tára)
- Gyöngyösi István: Új életre hozatott Chariclia; sajtó alá rend., jegyz. Jankovics József, Nyerges Judit, utószó Jankovics József; Balassi, Bp., 2005 (Régi magyar könyvtár. Források)

## A képzőművészetben
A festészet kedvelt témája volt. Raffaello Sanzio is két képet szentel a szerelmesek történetének.

## Részletek online
- http://www.tankonyvtar.hu/szepirodalom/regi-magyar-irodalmi-080905-885